# Socijalistička Republika Crna Gora
Socijalistička Republika Crna Gora (SR Crna Gora, SRCG) bila je jedna od 6 republika u sastavu Jugoslavije. Preimenovana je u "Socijalističku Republiku" kad i ostale jugoslavenske republike, Ustavom iz 1963., a nakon raspada Jugoslavije, devedesetih ostala je sa Srbijom u sastavu Savezne Republike Jugoslavije, promijenivši potom ime u "Republika Crna Gora", a osamostalila se 2006. Bila je najmanja po površini i stanovništvu, a po razvijenosti slijedila je nakon SR Slovenije, SR Hrvatske, SR Srbije i SR Bosne i Hercegovine.

## Poznati crnogorski komunisti
- Milovan Đilas
- Blažo Jovanović
- Veselin Đuranović
- Vidoje Žarković

- Grb SRCG u redovitoj uporabi